# Nordfjordeid
Nordfjordeid est une petite ville touristique, située au centre ouest de la Norvège, sur le Nordfjord, à neuf heures d'Oslo et à cinq heures de Bergen, sur la Route européenne 39 et la NNR15.
Le mathématicien Sophus Lie y est né et un centre de congrès y porte son nom.
La localité était le centre administratif de la municipalité de Eid, qui a fusionné avec Selje pour devenir la commune de Stad le 1er janvier 2020.